# Pryžová vlákna

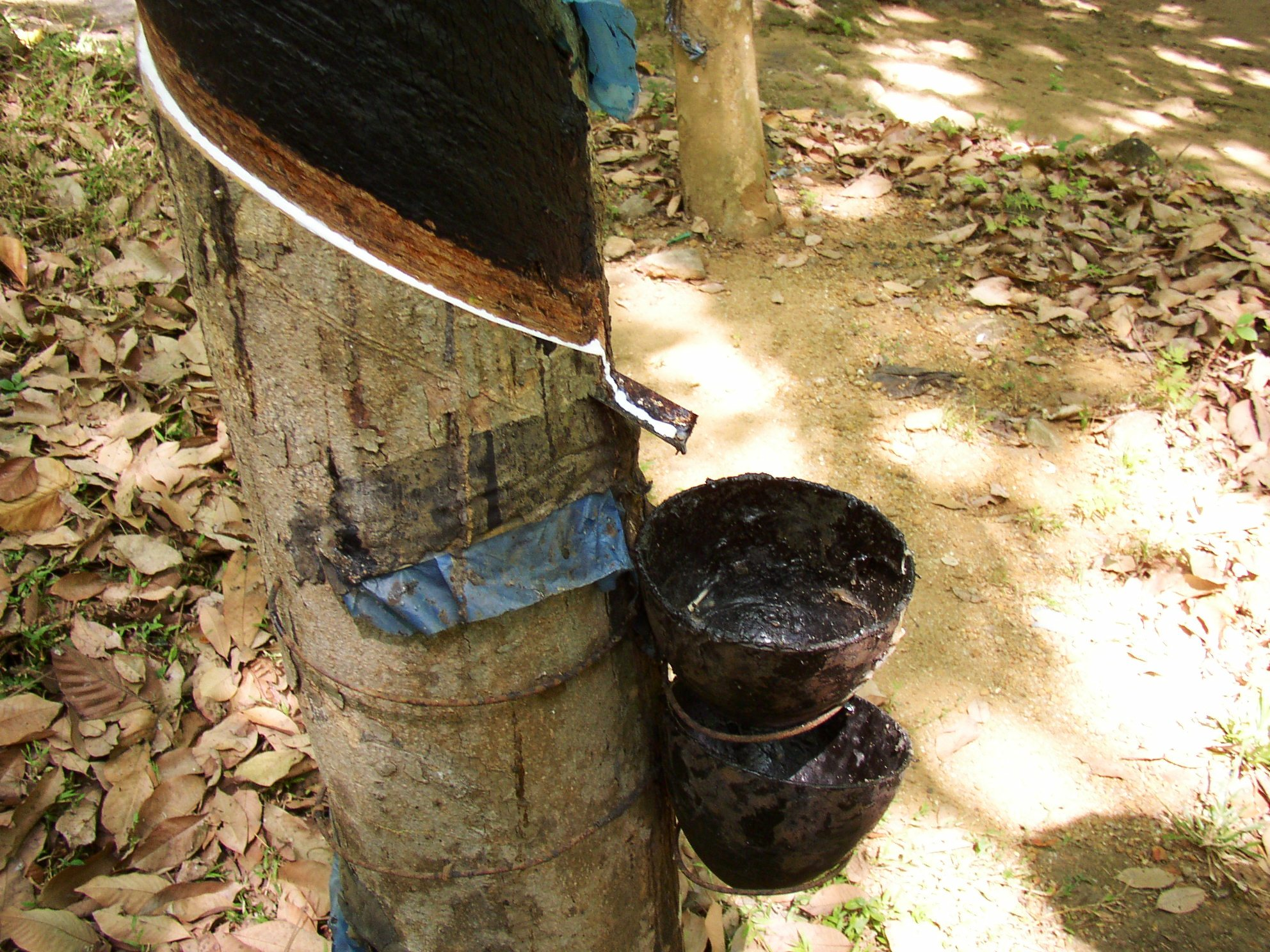
Kaučukovník připravený k odkapávání latexového mléka

Pryžová vlákna (angl. : rubber fibers, něm.: Gummifasern, mezinárod. zkratka LA) jsou textilní materiály z přírodního nebo syntetického latexu.

## Surovina
- Přírodní kaučuk ze stromu Hevea brasiliensis je jako surovina známý už více než 100 let. [2]

Získává se vylučováním kapek latexu (mléčné šťávy z kaučukovníku) sestávajícího z polyizoprenu (C5H8) 5000). S pomocí kyselin se tvoří surový kaučuk, ze kterého vzniká přidáním 8-10 % síry měkká guma jako základní surovina k výrobě příze.
Roztažnost vlákna může dosáhnout až devítinásobku délky při krátkodobém zotavení, specifická hmotnost se udává mezi 0,9 a 1,1 g/cm3, pevnost cca 10-20 mN/tex. Vlákno poměrně rychle degraduje účinkem světla, pracích prášků, kosmetiky apod. Cena surového kaučuku (smoked sheet) dosáhla např. začátkem roku 2020 cca 1,50 €/kg.
- Umělý latex

Struktura 1,3-butadienu

K výrobě příze se nejčastěji používá styren-butadien. Je to kopolymer z 1,3-butadienu a styrolu. Vyrábí se emulzní polymerizací. .
Latex má zpravidla asi o 10 % vyšší roztažnost a pevnost dosahuje až 30 mN/tex. Cena umělého latexu je přímo závislá na cenách ropy (např. v roce 2019 stál butadien cca 1,10 €/kg).
Fyzikální vlastnosti umělého latexu jsou jinak velmi podobné přírodnímu kaučuku.
Technologie výroby umělého latexu byla vyvinuta zejména v době 2. světové války, jak v USA tak i v Německu (dovoz přírodního kaučuku byl prakticky nemožný). Od 60. let minulého století byla latexová vlákna stále více nahrazována elastickými polyuretany, které jsou sice dražší, ale mají podstatně lepší odolnost proti vnějším vlivům.
- Někteří výrobci nabízejí vlákna ze směsi přírodního a umělého latexu, která mají být zčásti odolnější než polyuretanové produkty.[7]
- Světová spotřeba přírodního a umělého latexu se odhadovala v roce 2012 na 27 milionů tun, z toho bude použito jako surovina pro textilní vlákna pravděpodobně méně než 0,5 %. (Podrobnější informace lze získat např. od International Rubber Study Group za 3000 US$. [8])

## Výroba příze

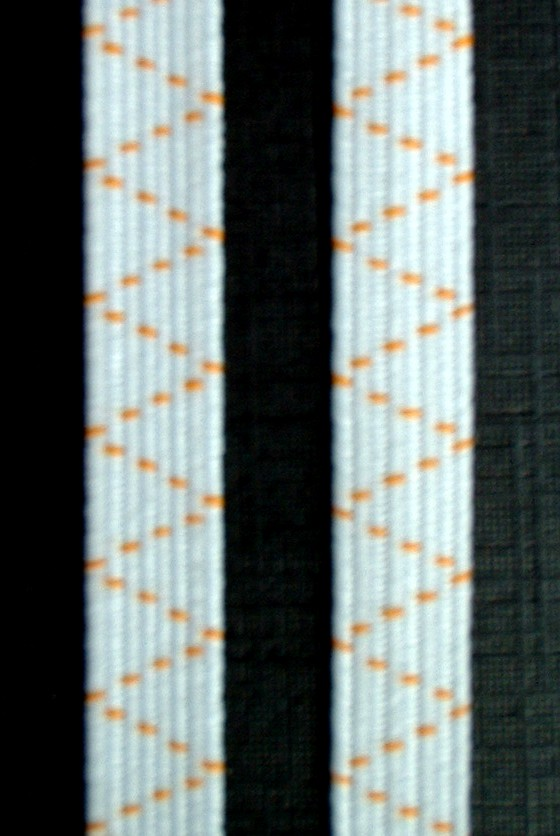
Pruženka tkaná z polyesterové a pryžové příze (58/42%)

- Příze s kruhovým průřezem se vyrábí mokrým zvlákňováním. Tekutá surovina se protlačuje skleněnou tryskou, vláknina pak prochází kyselou a vodní lázní. Následuje sušení, vulkanizace a apretace povrchu (většinou mastkem nebo silikonem). Hotové filamenty se pak řadí do stuhy, která se volně ukládá do kartonu. [9]

Jemnost příze se počítá podle vzorce
{\displaystyle C=22,51{\sqrt {{s}{j}}}}
ve kterém:
C = číslo jemnosti pryžové příze,
s = specifická hmotnost v kg/m3,
j = jemnost v g/m
Výrobci nabízejí příze v jemnosti 20-120 (cca 35-1250 tex). Naprostá většina pryžových filamentů se oskává neelastickými filamenty nebo staplovými přízemi, zpravidla polyesterovými nebo polyamidovými. Příze s „pláštěm“ pak mají nižší roztažnost (asi do 400%)
- Technologie výroby příze stříháním pryžových fólií byla podrobně popsána v 80. letech minulého století, [12] na začátku 21. století však není známý žádný průmyslový podnik, který by se zabýval její výrobou.

Na výrobním agregátu se mlel přírodní kaučuk (smoked sheet) s příměsí vulkanizačních přípravků a stabilizátorů, směs se kalandrovala na fólii o tloušťce 0,3-1,2 mm, ta se stříhala na pásky se čtvercovým nebo obdélníkovým průřezem. Jemnost hotových pásků byla srovnatelná s přízemi s kruhovým průřezem (ve vzorci pro výpočet jemnosti zde platí konstanta 25,4 namísto 22,51).

## Použití pryžových přízí
Z výrobků s příměsí pryžových přízí se nejčastěji uvádí:
- tkané pruženky,[13]
- gumová lana (pryžové niti oplétané polypropylenovými nebo polyamidovými nitěmi,[14]
- elastické bandáže[15] a
- lemy ponožek.

Pryžové příze (z přírodního i umělého latexu) se na obalech textilií často označují jako elastodieny – na rozdíl od elastanů (z polyuretanových vláken).
Poznámka: Jádro bungee lan je z přírodní nebo umělé pryže, má podobný tvar jako stříhané fóliové pásky a lano se zhotovuje splétáním. Pásky na bungee lana jsou však asi desetkrát hrubší, mají v průřezu rozměry 2–3mm x 6,5mm (a délku 30 m). Ačkoliv žádné z popsaných kritérií neodporuje příslušným definicím, bungee lana se nikde nepovažují za textilie.